# 埃氏花蟹蛛
埃氏花蟹蛛（学名：Xysticus emertoni）为蟹蛛科花蟹蛛属的动物。分布于俄罗斯以及中国的吉林、内蒙古等地。